# Lotnisko Rzeszów
Lotnisko Rzeszów (kod ICAO: EPRJ) – szkolne lotnisko ruchu wyłącznego w miejscowości Jasionka koło Rzeszowa w województwie podkarpackim. Leży na południe od portu lotniczego Rzeszów Jasionka. Posiada dwa pasy startowe: jeden trawiasty o długości 746 m, drugi asfaltowy o długości 900 m
Zarządcą lotniska jest przez Ośrodek Kształcenia Lotniczego Politechniki Rzeszowskiej, natomiast użytkuje go Aeroklub Rzeszowski.